# Fulnio jezici
Fulnio jezici, malena jezična porodica koja čini dio velike porodice macro-Ge, a jedini jezik koji obuhvaća je fulnio ili iatê [fun] iz brazilske države Pernambuco.

## Vanjske poveznice
- Ethnologue (14th)
- Ethnologue (15th)